# 현리산성
현리산성은 경기도 가평군 조종면 현리에 있는 산 정상부(353m)를 중심으로 8~9부 능선을 이용하여 축성한 퇴뫼식 석축산성이다.
동벽길이는 180m, 서벽은 96.4m, 남벽은 101.7m, 북벽은 229.83m로 전체 길이는 657.93m이다. 성안의 지형은 북서쪽에 정상부가 있어 북쪽과 서쪽이 높고, 남쪽과 동쪽이 낮은 즉 북고남저 서고동저의 사모봉형(고대 관리들이 쓰던 관모처럼 생긴 봉우리)이다. 
성벽은 경사면을 삭토하여 외벽만 축조한 편축기법이 주를 이루고 있으며, 일부구간의 돌출구간과 남벽은 내외벽을 축조한 협축기법도 보인다. 성 내부는 정상부와 북벽의 돌출부 그리고 남동쪽 회절부에 형성된 평탄지를 중심으로 3개 구역으로 구분된다.
체성벽은 일부 층이 맞지 않는 곳이 있는 것으로 보아 후대에 개축한 것으로 보인다. 성내 시설물로는 문지 3개소, 건물지 8개소 등이 확인되었고, 그 외에도 우물지와 신앙유구, 봉수지 등의 시설물이 확인되었다.
축성 시기는 정확히 알기는 어려우나 백제 때 축성되었을 가능성이 높다. 산성에서 수습된 유물들은 삼국시대에서 조선시대까지의 것으로 다양하지만, 고려의 유물이 다수를 차지하는 것으로 보아 산성이 가장 활발하게 이용된 때는 고려시대일 것으로 추정된다.

## 참고 문헌
- 《가평군내 보고서와 4세기 한성백제의 관방체계 연구》, 강형웅